# William Cole Stockley
William Cole Stockley (1829-1919) was een Brits koordirigent.
Hij was vooral vermaard in en rondom Birmingham. In 1850 kwam hij naar die stad toe, eerst als organist en koorleider van de inmiddels gesloopte St Stephen’s Church. Hij gaf meer dan veertig jaar leiding aan het Birmingham Festival Choral Society (1855-1895). In 1900 zou hij nog even terugkeren, hij gaf leiding aan een uitvoering van Edward Elgars The Dream of Gerontius vanwege een zieke Charles Swinnerton Heap. Naast het dirigeren van koren was hij een centraal figuur in de ontwikkeling van muziek in die stad. Hij richtte een van de eerste orkesten aldaar op, bekend als Stockley’s band, Elgar was een van de violisten in dat orkest. Hij was initiator van zangopleidingen en plaveide de weg voor de Midland School of Music en muzieklessen aan de Universiteit van Birmingham. In 1873 startte hij een serie van symfonische concerten. Al eerder was hij onderscheiden met een ivoren baton. In 1890 kwam de Noorse pianiste Agathe Backer-Grøndahl concerteren met het Pianoconcert van Edvard Grieg. Hij ging 1897 met pensioen. Het orkest ging toen verder onder leiding van George Halford (Halfords Concert Society) en zou uiteindelijk in 1920 leiden naar het City of Birmingham Symphony Orchestra.
In de hoedanigheid van koordirigent gaf hij minstens vier keer leiding aan de uitvoering van Israël in Egypte van Georg Friedrich Händel (1857,1859, 1882 en 1883). 
In 1913 verscheen van hem een autobiografie: Fifty years of Music in Birmingham.